# El Anatsui
El Anatsui (4 de febrero de 1944, Anyaco)  es un escultor ghanés activo la mayor parte de su carrera en Nigeria.

## Datos biográficos
Anatsui nació en Anyako, y se formó en la Escuela de Arte, en  la Universidad de Ciencia y Tecnología en Kumasi, en Ghana central.  Comenzó a impartir docencia en la Universidad de Nigeria, en la ciudad de Nsukka, en 1975, y se unió al Nsukka group.
Los materiales preferidos por Anatsui son la arcilla y la madera, que emplea para crear objetos basados en las creencias y sujetos de las tradiciones ghanesas.  El proceso seguido por el escultor es el corte de la madera con motosierra y su ennegrecido con antorcha de acetileno; más recientemente, ha puesto su atención en la realización de la instalación artística.  Algunas de sus obras se asemejan a las telas realizadas con los telares kente.  Anatsui también incorpora diseños uli del pueblo igbo y símbolos Nsibidi en sus trabajos junto a motivos ghaneses.
El Anatsui ha expuesto sus obras alrededor del mundo, incluyendo el Metropolitan Museum of Art, Nueva York (2008–09); Museo Nacional de Arte Africano, Washington D. C. (2008); La Bienal de Venecia (2007); Hayward Gallery (2005); Bienal de Liverpool (2002); el National Museum of African Art (2001); el Centro de Cultura Contemporania Barcelona (2001); la octava edición de la Trienal de Escultura de Osaka (1995); y la Bienal de Venecia (1990).
Una retrospectiva de su producción, subtitulada When I Last Wrote to You About Africa fue inaugurada en el Royal Ontario Museum de Toronto, Canadá, en octubre de 2010. Esta exposición adquirirá el carácter itinerante y será expuesta a lo largo de Norteamérica durante los próximos tres años.
En 2009 ganó un Premio Príncipe Claus.